# Unidad 777
La Unidad 777 (Árabe: الوحدة 777 قتال), igualmente conocida como Fuerza de Tarea 777 (FT777), es un grupo de contraterrorismo y  operaciones especiales del ejército egipcio. 
Fue creada en 1977 por el gobierno de Anwar Sadat en respuesta al aumento de la actividad terrorista que prosiguió a la expulsión de los asesores militares de la Unión Soviética. Esto se debía a los esfuerzos de Sadat por instaurar la paz con Israel.

## Misiones relevantes

### Chipre
En 1978, la unidad fue enviada a Chipre para intervenir en el secuestro de un avión comercial por parte del Frente Popular para la Liberación de Palestina (PFLP). La operación no fue organizada adecuadamente y las autoridades egipcias no notificaron al gobierno de Chipre sobre la llegada de la unidad. Al acercarse los elementos de la FT777 al avión, fueron confundidos por las fuerzas de seguridad chipriotas como parte de los refuerzos terroristas. El combate resultante, costó la vida a 15 miembros de la unidad y varios elementos chipriotas.

### Malta
En 1985, nuevamente fue enviada la FT777 para intervenir en un secuestro ocurrido en Malta. Un Boeing 737 egipcio (EgyptAir Vuelo 648) aterrizó en el  aeropuerto Luqa bajo el control de una facción terrorista de Abu Nidal, en represalia a los errores cometidos por Egipto en la protección de los terroristas que secuestraron el MS Achille Lauro el año anterior. Algunos rehenes fueron liberados y al menos una mujer israelí fue ejecutada. A pesar de que en esta ocasión, la misión fue mejor planeada, la unidad cometió diversos errores que eventualmente serían fatales para algunos de los rehenes. Fueron utilizados explosivos para hacer un agujero en la parte superior del avión, pero el estallido atravesó la zona de la cabina y asesino a 20 pasajeros. Por este boquete entraron al avión los elementos de la FT777, pero en medio de la confusión dispararon indiscriminadamente y asesinaron a más pasajeros. En todo este caos, los pasajeros que trataban de escapar del avión fueron asesinados por los francotiradores que habían tomado posiciones alrededor del aparato, al confundirlos con terroristas que trataban de escapar. El número de pasajeros asesinados fue 57 de un total de 88.

## Estado actual
Después de estas dos desafortunadas operaciones, la FT777 fue desintegrada temporalmente y reorganizada de tiempo después para hacer frente a las amenazas internas, principalmente contra los Hermanos Musulmanes. 
La Fuerza de Tarea 777 entrena activamente con unidades de occidentales de operaciones especiales, que incluyen el Delta Force, los  SEAL’s de Estados Unidos y la GIGN de Francia.